# Кирчень
Кирчень, Кирчені (рум. Cârceni) — село у повіті Мехедінць в Румунії. Входить до складу комуни Грозешть.
Село розташоване на відстані 226 км на захід від Бухареста, 47 км на схід від Дробета-Турну-Северина, 57 км на північний захід від Крайови.

## Населення
За даними перепису населення 2002 року у селі проживали 1033 особи, усі — румуни. Усі жителі села рідною мовою назвали румунську.